# فرودگاه آتبارا
فرودگاه آتبارا (به انگلیسی: Atbara Airport) یک فرودگاه همگانی با کد یاتا ATB است . این فرودگاه در شهر آتبارا کشور سودان قرار دارد و در ارتفاع ۳۶۰ متری از سطح دریا واقع شده‌است.